# 塔拉哥納主教座堂
塔拉哥納主教座堂（英語：Tarragona Cathedral）是位於西班牙城市塔拉哥納的一座羅馬天主教的教堂。塔拉哥納主教座堂是一座羅馬式建築，修建於11世紀。1999年至2001年，塔拉哥納主教座堂得到了修復。

## 外部連結

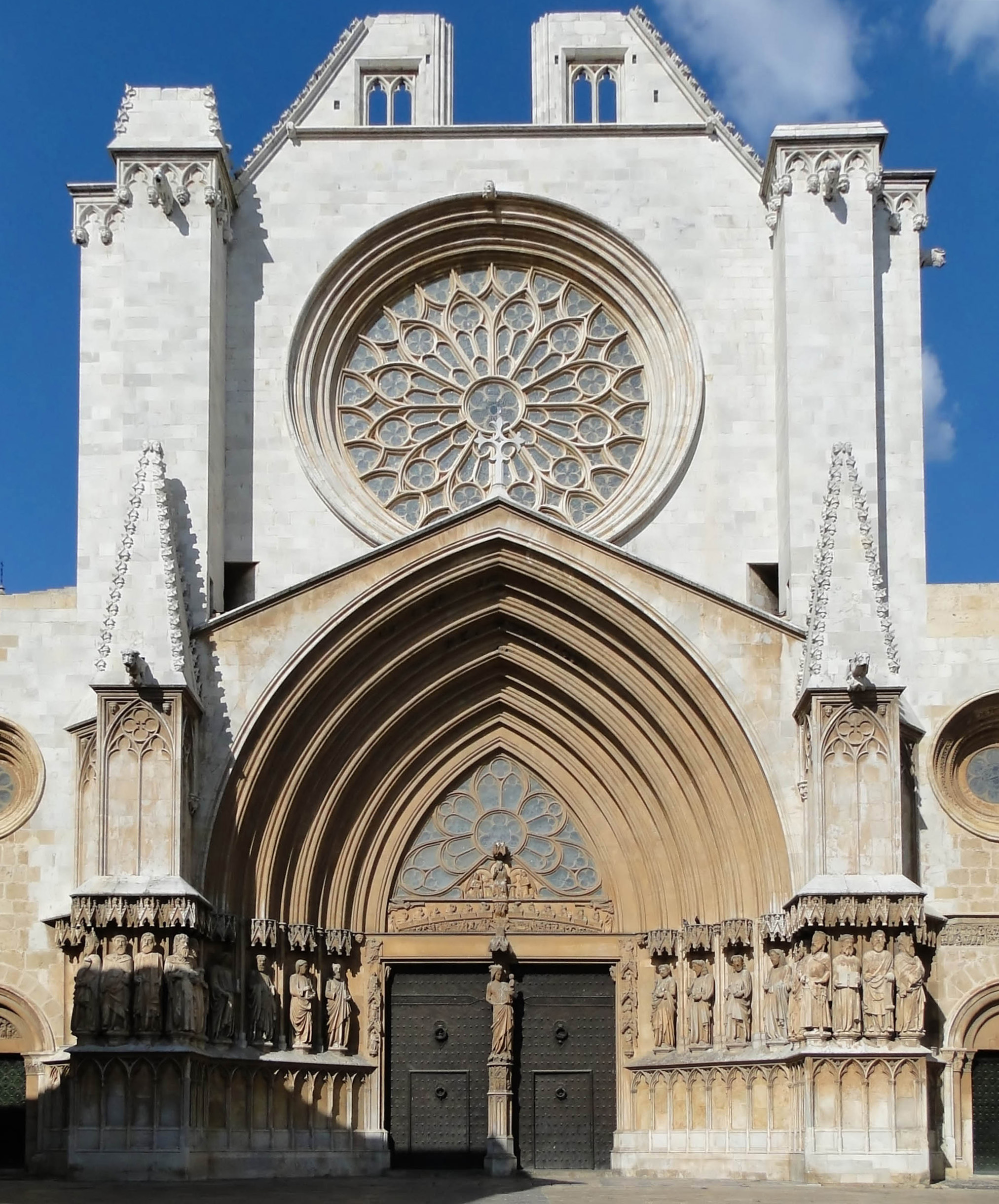
塔拉哥納主教座堂

- Tarragona Cathedral, Cloister and Diocesan Museum （页面存档备份，存于）
- Diocesan Museum （西班牙文） （文）
- Panoramic view （西班牙文）